# Birgitta Bremer
Iris Birgitta Bremer, född 17 januari 1950, är en svensk botanist och professor emerita.
Bremer disputerade för filosofie doktorsexamen år 1980 vid Stockholms universitet och har specialiserat sig inom systematisk botanik, främst med inriktning mot kaffefamiljen (Rubiaceae). Hon var bland de första i Sverige att införa molekylärbiologiska metoder inom systematisk botanik. Hon var 2002–2014 professor Bergianus och som sådan chef för Bergianska Trädgården. Hon är gift med professor Kåre Bremer, även han botanist. Birgitta Bremer valdes in som ledamot av Kungliga Vetenskapsakademin 11 februari 2009.